# Decarynella gracilipes
Genre
Espèce
Decarynella gracilipes, unique représentant du genre Decarynella, est une espèce d'opilions laniatores de la famille des Triaenonychidae.

## Distribution
Cette espèce est endémique de Madagascar. Elle se rencontre dans la grotte de Namoroka.

## Description
Le mâle syntype mesure 6 mm et la femelle paratype 8 mm.

## Étymologie
Ce genre est nommé en l'honneur de Raymond Decary.

## Publication originale
- Fage, 1945 : « Arachnides cavernicoles nouveaux de Madagascar. » Bulletin du Muséum national d'histoire naturelle, sér. 2, vol. 17, p. 301–307 (texte intégral).